# 橋本清仁
橋本 清仁（はしもと きよひと、1971年5月8日 - ）は、日本の政治家。民主党所属の元衆議院議員（2期）。

## 経歴
宮城県に生まれる（本籍は柴田町）。宮城県仙台第一高等学校、早稲田大学法学部卒業。鹿野道彦元農林水産大臣秘書、介護老人保健施設専務理事、農業生産法人取締役を歴任。
2003年11月9日の第43回衆議院議員総選挙では宮城3区で自由民主党の西村明宏に敗れたものの約200票差まで迫り、重複立候補した比例東北ブロックで復活し初当選。2005年9月11日の第44回衆議院議員総選挙では西村に約2万票差で敗れ、比例復活もならず落選した。
2009年の第45回衆議院議員総選挙では西村を比例復活すら許さずに破り、小選挙区で初めて当選。
2012年の消費増税をめぐる政局では、6月26日の衆議院本会議で行われた消費増税法案の採決で、党の賛成方針に反して棄権した。民主党は7月3日の常任幹事会で幹事長による注意処分とする方針を決定し、7月9日の常任幹事会で正式決定した。
同年10月2日、第3次野田改造内閣で国土交通大臣政務官兼復興大臣政務官に就任。
2012年の第46回衆議院議員総選挙では宮城3区で西村に敗れ、比例復活もならず落選した。2014年の第47回衆議院議員総選挙では宮城3区で再び西村に敗れ、比例復活もならず落選した。

## 政策・主張
- 選択的夫婦別姓制度の導入にどちらかというと賛成[14]。

## 人物
- 2012年衆議院選挙の遊説中の12月8日、交通事故に遭遇し、選車を出て横転した車の中の女性3人を救出したことから、岩沼市消防本部より感謝状が送られた[15][16]。
- 大学在籍時、学生法律討論大会早稲田大学大会で優勝したほか、全日本学生法律討論大会等に、早稲田大学代表として出場した[17]。
- 好きなスポーツはバスケットボール、自転車、パラグライダー（大学在籍時、全日本パラグライダー学生選手権総合優勝チームの出場メンバー）[17]。
- 尊敬する歴史上の人物は伊達宗高、片倉小十郎[17]
- 好きなアーティストは、サザンオールスターズ、若旦那、MINMI、バブルガム・ブラザーズ、ドリームモーニング娘。、Candle、JUNE[17]。

## 親族
- 高祖父・橋本正吉（医師､県議会議員）